# Jamir Berdecio
Jamir Berdecio (Santa Cruz de la Sierra, 12 agosto 2002) è un calciatore boliviano, difensore dell'Oriente Petrolero.

## Carriera

### Club
Dal 2021 al 2023 ha militato nell'Oriente Petrolero, club boliviano militante nella massima divisione boliviana. Nel corso delle tre stagioni disputate con il club di Santa Cruz de la Sierra, Berdecio ha raccolto 37 presenze tra campionato e coppe. In particolare, la prima presenza in campo internazionale è avvenuta il 27 maggio 2022 nell'ultima partita della fase a gironi della Coppa Sudamericana, esordio infelice vista la pesante sconfitta per 10-1 contro la Fluminense.
Il 18 gennaio 2024 si trasferisce negli Stati Uniti d'America in seguito al passaggio in prestito a favore del Philadelphia Union, franchigia militante nella Major League Soccer.

### Nazionale
Nel maggio 2024 viene convocato per la prima volta in nazionale maggiore, con cui esordisce il 31 del mese stesso nell'amichevole persa 1-0 contro il Messico.

## Statistiche
Statistiche aggiornate al 10 novembre 2024.

### Presenze e reti nei club
| Stagione                 | Squadra                  | Campionato               | Campionato | Campionato | Coppe nazionali | Coppe nazionali | Coppe nazionali | Coppe continentali | Coppe continentali | Coppe continentali | Altre coppe | Altre coppe | Altre coppe | Totale | Totale | Totale |
| Stagione                 | Squadra                  | Comp                     | Pres       | Reti       | Comp            | Pres            | Reti            | Comp               | Pres               | Reti               | Comp        | Pres        | Reti        | Pres   | Reti   |        |
| ------------------------ | ------------------------ | ------------------------ | ---------- | ---------- | --------------- | --------------- | --------------- | ------------------ | ------------------ | ------------------ | ----------- | ----------- | ----------- | ------ | ------ | ------ |
| 2021                     | Oriente Petrolero        | PD                       | 8          | 0          |                 | -               | -               |                    | -                  | -                  |             | -           | -           | 8      | 0      |        |
| 2022                     | Oriente Petrolero        | PD                       | 16         | 0          |                 | -               | -               | CS                 | 1                  | 0                  |             | -           | -           | 17     | 0      |        |
| 2023                     | Oriente Petrolero        | PD                       | 9          | 0          | CDP             | 2               | 0               | CS                 | 1                  | 0                  |             | -           | -           | 12     | 0      |        |
| Totale Oriente Petrolero | Totale Oriente Petrolero | Totale Oriente Petrolero | 33         | 0          |                 | 2               | 0               |                    | 2                  | 0                  |             | -           | -           | 37     | 0      |        |
| 2024                     | Philadelphia Union II    | Next Pro                 | 31         | 0          |                 | -               | -               |                    | -                  | -                  |             | -           | -           | 31     | 0      |        |
| Totale carriera          | Totale carriera          | Totale carriera          | 64         | 0          |                 | 2               | 0               |                    | 2                  | 0                  |             | -           | -           | 68     | 0      |        |